# Alain Pâris
Ne doit pas être confondu avec Alain Paris.
Pour les articles homonymes, voir Paris (homonymie).
Alain Pâris, né le 22 novembre 1947 à Paris, est un chef d'orchestre et musicographe français.

## Biographie
Alain Pâris reçoit une formation de pianiste avec une élève d'Alfred Cortot, Bernadette Alexandre-Georges, tout en passant une licence en droit. Il étudie la direction d'orchestre avec Pierre Dervaux, Louis Fourestier, Paul Paray et Georg Solti et remporte le 1er prix au concours international de Besançon en 1968. Il en sera pendant trente-sept ans le plus jeune lauréat[source secondaire souhaitée] avant d'être détrôné par Lionel Bringuier au palmarès.
Assistant de Michel Plasson au Capitole de Toulouse, il est premier chef d'orchestre à l'Opéra du Rhin (1983-1987) et professeur de direction d'orchestre au conservatoire de Strasbourg (1986-89). Il dirige la plupart des grands orchestres français (Orchestre de Paris, orchestres de Radio France, Lyon, Strasbourg, Lille, Metz, Bordeaux…) et développe une carrière internationale notamment comme invité régulier de la Capella de Saint-Pétersbourg (1993-1999), du Bilkent Symphony Orchestra à Ankara (1998-2000), de la Philharmonie Georges Enesco de Bucarest (1999-2011), de l'orchestre d'État d'Athènes (2002-2004), de l'orchestre philharmonique du Liban (depuis 2002).
Il est invité en Allemagne (Dresde et Karlsruhe), en Suisse (orchestres de la Suisse Romande et de la Suisse italienne), en Italie, Espagne, Portugal, Finlande, Russie, Pologne, Hongrie, Lituanie, Estonie, Slovénie, Slovaquie, Grèce, Turquie, Liban, Égypte, Turquie, Mexique, Argentine (Teatro Colon de Buenos Aires), Afrique du Sud, Chine, Hong Kong, Macao, Singapour… au total, près d'une centaine d'orchestres dans plus d'une trentaine de pays différents[source secondaire souhaitée].
Recherché pour sa connaissance du répertoire français[non neutre][réf. nécessaire], il donne également des master classes dans tous ces pays et siège dans des jurys de concours internationaux. Il a créé ou dirigé en première audition des œuvres de Philippe Chamouard, Hugues Dufourt, Mikołaj Górecki, Iyad Kanaan, Bechara El-Khoury, Bruce Mather, Piotr Moss, Tristan Murail, Jacques Offenbach, Luis de Pablo, Yoshihisa Taïra, Toru Takemitsu, Parallèlement à sa carrière de chef d'orchestre, il est producteur d'émissions musicales sur France Musique et France Culture de 1971 à 2010. Directeur musical de la saison musicale Pro Musicis et président du concours Pro Musicis entre 2013 et 2016, il s’implique dans le partage de la musique auprès des publics défavorisés. En 2015, il fonde les Rencontres musicales de l'ESA à Beyrouth[source secondaire souhaitée] dont il est directeur artistique (2015-2017).

## Discographie
- Concerto pour piano de Massenet, Variations symphoniques et Les Djinns de César Franck, avec Idil Biret, piano. Bilkent Symphony Orchestra Ankara (Alpha)
- Pierre Wissmer : Symphonie n° 4, Hungarian Symphony Orchestra, Budapest (Intégral puis Naxos)
- Mozart : Concerto pour deux pianos, K 365, avec Roxana et Valentin Gheorghiu, Orchestre national de la radio roumaine (Casa Radio)
- Philippe Chamouard : Symphonie n°7, Hungarian Symphony Orchestra, Budapest (Hortus)
- Camille Saint-Saëns : Concerto pour piano n°5 "Égyptien", avec Muza Rubackyté, Lithuanian National Philharmonic, Vilnius (Doron)
- Pierre Wissmer : Concerto valcrosiano et Concerto pour piano n° 2, avec Georges Pludermacher, Hungarian Symphony Orchestra, Budapest (Naxos)
- Philippe Chamouard : Symphonie n° 6 "La Montagne de l'âme" et Les Rêves de l'ombre, Orchestre philharmonique de Transylvanie (Triton)
- Philippe Chamouard :Symphonie n° 5 "Le Manuscrit des étoiles" et Le Portail céleste, Orchestre philharmonique "Mihail Jora" de Bacau (Indésens)
- Pierre Wissmer : Divertissement sur un choral, Concerto pour violon n°2 avec Eva Zavaro, Concertino pour trompette avec Romain Leleu, Concertino-croisière pour flûte avec Christel Raynaud, Hungarian Symphony Orchestra, Budapest (Claves).

## Publications
- Dictionnaire des interprètes et de l'interprétation musicale au XXe siècle, Paris, Robert Laffont, coll. « Bouquins », 2004, 5e éd., 1278 p. (ISBN 978-2-2210-8064-1 et 2-221-08064-5, OCLC 34515574)[4]
- Livrets d'opéra, Robert Laffont, coll. « Bouquins », Paris, 1991 ; rééd. 2013
- Le Nouveau Dictionnaire des interprètes, Paris, Robert Laffont, coll. « Bouquins », 2015

### Adaptation en français
- Dictionnaire encyclopédique de la musique établi sous la direction de Denis Arnold, Robert Laffont, coll. « Bouquins », Paris, 1988
- Dictionnaire biographique des musiciens de Theodore Baker et Nicolas Slonimsky, Robert Laffont, coll. « Bouquins », Paris, 1995
- Dictionnaire encyclopédique de la musique de chambre de Walter Wilson Cobbett, Robert Laffont, coll. « Bouquins », Paris, 1999